# TR-85主戰坦克
TR-85是羅馬尼亞的主戰坦克，以蘇聯的T-55換裝新型炮塔及升級內部零件而成，1986年起量產。

## 設計
TR-85改用T-block動力組件（與豹1所使用的類似），包括合法生產的德國V8柴油引擎、重新設計的懸掛系統、更為穩定的武器系統、熱能及雷射探測系統。TR-85裝有雷射警告器，當被雷射瞄準時會向車內人員發出警告。其100毫米主炮發射BM-412Sg翼穩定脫殼穿甲彈，可在1000米外穿透450毫米軋製均質裝甲（RHAe）。
TR-85的改進型為TR-85M、TR-85M1、TR-85M2及DMT-85M1（裝甲工程車）。
|  |  |
|  |  |

## 使用國
- 羅馬尼亞 - 目前只有羅馬尼亞地面部隊裝備有315辆TR-85 M1。